# Zdoniškė
Zdoniškė (hist., pol. Zdaniszki) – wieś na Litwie w rejonie telszańskim okręgu telszańskiego, 31 km na południowy wschód od Telsz.

## Historia
Tu, w pobliżu obecnej wsi, nad brzegiem jeziora Birżule w 1319 roku książę Giedymin stoczył zwycięską bitwę z wojskami krzyżackimi, w której ponoć poległo 40 tysięcy żołnierzy wroga. Później, w XVIII wieku majątek ten należał do rodziny Okmińskich  herbu Syrokomla, od których w 1798 roku Zdaniszki i inne majątki kupił Piotr Dymsza (1761–1832) herbu własnego, ostatni podkomorzy telszewski. Z małżeństwa z Marią Gadonówną herbu Zawadyniec miał dwóch synów Kleofasa (1821–1904) i Justusa (1822–1854). Kleofas był spadkobiercą Zdaniszek. Ożenił się z Teresą Górską herbu Nałęcz (1829–1902). Mieli pięciu synów, spośród których Zdaniszki odziedziczył Lubomir (1859–1915). Pozostali bracia zrzekli się praw do majątku. Dobra na przełomie XIX i XX wieku liczyły 750 dziesięcin ziemi (w tym 100 dz. lasu i 200 dz. nieużytków). Lubomir ożenił się z Zofią Kierbedziówną (1871–1963) i ich córka Zofia Bułhak-Jelska (1902–2004) była ostatnią z tej linii właścicielką Zdaniszek. Sprzedała ona okrojony przez litewską reformę rolną, mocno zniszczony majątek w 1930 roku. 
Po III rozbiorze Polski w 1795 roku Zdaniszki, wcześniej wchodzące w skład Księstwa Żmudzkiego Rzeczypospolitej znalazły się na terenie powiatu telszewskiego guberni kowieńskiej Imperium Rosyjskiego. W II połowie XIX wieku należały do gminy Wornie. 10 października 1920 roku na podstawie umowy suwalskiej przyznano je Litwie, która w okresie 1940–1990, jako Litewska Socjalistyczna Republika Radziecka, wchodziła w skład ZSRR.

## Demografia wsi
1923 – 87
1959 – 49
1970 – 55
1979 – 65
1987 – 49
2001 – 50
2011 – 37.

## Dwór
Istniejący w Zdaniszkach dwór wzniesiono w pobliżu jeziora Birżula, na wzgórzu Ałka Kałna, w miejscu gdzie niegdyś znajdowała się świątynia z wiecznie gorejącym zniczem. Najstarszą częścią budynku była trzypiętrowa część środkowa, prostokątna, o grubych murach i dwuspadowym dachu. Miała charakter obronny. Około 1840 roku nadano jej wystrój neogotycki: niektóre drzwi i okna miały zamknięcia ostrołukowe. Na przełomie XVIII i XIX wieku (lub wcześniej) do tego głównego korpusu dobudowano dwa, cofnięte do tyłu skrzydła z gładkim dachem naczółkowym. Prawe, nieco krótsze skrzydło dodatkowo przedłużono do tyłu pod kątem prostym.
Po prawej stronie dworu stała dwukondygnacyjna oficyna przykryta czterospadowym dachem, a dalej, również dwukondygnacyjny świron, z galeryjką dookoła pierwszego piętra, przykryty dwuspadowym dachem. 
Przed domem był duży gazon, na którym rosły stare drzewa iglaste i liściaste. W pobliżu istniał też stary ogród spacerowy, przechodzący w sad. Dwie stare aleje lipowe przecinały się pod kątem prostym za domem, po jego lewej stronie. Po prawej stronie natomiast były zabudowania gospodarcze. 
Poza ogrodem, już w pobliskim lasku, stała neogotycka kaplica grobowa Dymszów, wzniesiona w pierwszej połowie XIX wieku.
Po śmierci Lubomira Dymszy dwór pozostawał niezamieszkany. W czasach sowieckich we dworze była siedziba tutejszego kołchozu, później działała tu szkoła podstawowa.
Majątek Zdaniszki został opisany w 3. tomie Dziejów rezydencji na dawnych kresach Rzeczypospolitej Romana Aftanazego.